# Brug 2491

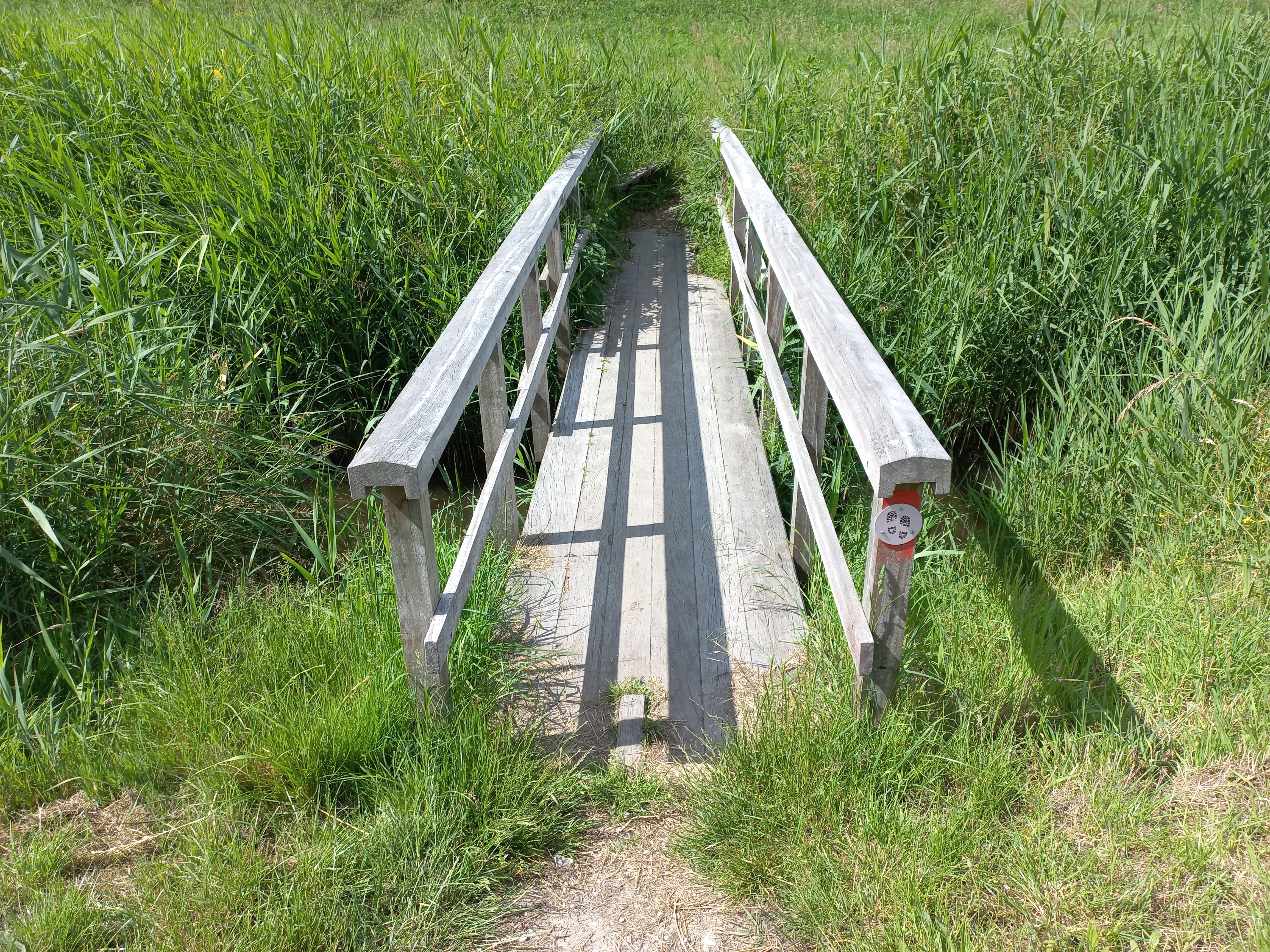
Brug 2491 met rechts embleem struinpad (juni 2022)

Brug 2491 is een bouwkundig kunstwerk in Amsterdam Nieuw-West.
Deze houten voetbrug werd neergelegd bij de inrichting van het recreatiepark Tuinen van West in de periode 2010-2018. Er werden voor de afwatering van dat gebied in de Osdorper Binnenpolder talloze sloten gegraven, zodat voor die afwatering één geheel ontstond. Deze brug is gelegen over een sloot en/of afwateringstocht naast het Maurice Peeterspad, een verharde weg. Het bruggetje maakt deel uit van het struinpad dat een alternatieve route van het Noord-Hollandpad vormt. Aan beide uiteinden van de brug gaat dat voetpad verder over grasland, terwijl de hoofdroute over een verhard pad gaat. Oorspronkelijk had het bruggetje een valhek, maar dat is in de loop der jaren verdwenen.
Het voetpad loopt vanaf/naar brug 2414; een deel daarvan is overdekt door de Osdorperwegbrug in de Rijksweg 5. 
2400 · 2401 · 2402 · 2403 · 2404 · 2405 · 2406 · 2407 · 2408 · 2409 ·  2410 · 2411 · 2412 · 2413 · 2414 · 2415 · 2421 · 2422 · 2423 · 2424 · 2425 · 2426 · 2427 · 2428 · 2429 · 2430 · 2431 · 2432 · 2433 · 2434 · 2435 · 2436 · 2437 · 2438 · 2439 · 2441 · 2451-2453 · 2454 · 2455 · 2456 · 2457 · 2459 · 2461 · 2462 · 2468 · 2469 · 2470 · 2471 · 2472 · 2473 · 2474 · 2475 · 2476 · 2477 · 2478 · 2480 · 2481 · 2482 · 2483 · 2484 · 2485 · 2486 · 2487 · 2488 · 2489 · 2490 · 2491 · 2492 · 2493 · 2494-2499
Brugnummers 2416, 2417, 2418, 2419, 2420, 2441, 2442, 2443, 2444,  2445, 2446, 2447, 2448, 2449, 2450, 2458, 2460, 2463, 2464, 2465, 2466, 2467, 2479 zijn niet vergeven.